# 沢田玉恵
沢田 玉恵（さわだ たまえ、 1970年5月3日 - ）は、日本の元歌手。本名、元山 知子。愛知県尾西市出身。かつての所属はアンクル・エフ（現・ジャパン・ミュージックエンターテインメント）。

## 来歴
1983年、CBS・ソニー主催オーディション「ティーンズ・ポップ・コンテスト」に参加、優勝（準優勝は河合その子）。
当時は中学生であったため、中学校卒業を待ち、1986年4月堀越高等学校入学。酒井政利プロデュースの下、4月2日に松本隆作詞、筒美京平作曲のシングル「花の精 -わたしのON・AIR-」でデビュー。キャッチ・フレーズは「咲かせて、わたし。-ソニーの神秘-」。
堀越高校の同級生で、仲の良かった西村知美とは引退後も連絡を取り合っており、現在も親交があるという。　宮本輝原作の映画『螢川』で女優としても高い評価を得て（公開は引退後）、『北の国から'87 初恋』に吉岡秀隆の相手役として出演する事も決定していたが、わずか半年で引退（『北の国から』代役は横山めぐみ）。引退後、地元の高校へ再入学。　また、再入学するにあたって、騒がれるのを防ぐため「真田珠代」という通名を使っていた。
高校卒業後に再デビューという話もあったが実現はしなかった。1990年代中盤に本名の元山知子名義で地元・愛知のタレント養成機関「ジャパン・アーチスト・オフィス」の広告に登場。
1999年頃から再び沢田玉恵名義で女優としてドラマなどに復帰、2003年、映画『アップ・ダウン・スカイ』で主演。
歌手活動期間はわずか半年ながら、中低音の効いた歌唱力や表現力は今なお一部で高く評価され、藤井隆は自身の番組『BEST HIT TV』で沢田を取り上げ、2011年『やりすぎコージー』で沢田の曲を披露した。

## 出演

### テレビドラマ
- 火曜サスペンス劇場 地方記者・立花陽介13（1999年5月、日本テレビ）
- 月曜ドラマスペシャル 家庭欄記者・鍋嶋六郎（1999年6月、TBS）
- 金曜エンタテインメント 着物デザイナー 黛涼子の推理紀行・（2000年11月、フジテレビ）- 小野清美 役

### 映画
- 螢川（1987年、キネマ東京＝日映、須川栄三監督）- 辻沢英子 役
- アップ・ダウン・スカイ（2003年、オンリー・ハーツ、塙幸成監督）

### CM
- 資生堂「オン・エア」（1986年）松田洋治と共演、シングル2枚ともA面がCMソングとして流れた。

### 雑誌
- 平凡パンチ （1986年4月14日号、マガジンハウス。グラビア掲載。撮影：野村誠一）
- 週刊TVガイド （1986年7月25日号、東京ニュース通信社。表紙掲載）
- FOCUS （1986年12月12日号、新潮社）

## シングル
- 花の精－わたしのON‐AIR－／水蜜桃（1986.4.2　CBS・ソニー。作詞:松本隆／作曲:筒美京平／編曲:武部聡志）  - 資生堂・ハミガキジェル＆スプレー「オン・エア」CMソング
- 紫外線／醒めた夢（1986.7.21　CBS・ソニー。作詞:松本隆／作曲:筒美京平／編曲:船山基紀）  - 同CMソング
- 『アイドル・ミラクルバイブルシリーズ 沢田冨美子、佐東由梨、沢田玉恵』（2004.12.1）に全シングルAB面が収録。